# Троппер, Джонатан
Джо́натан Тро́ппер (англ. Jonathan Tropper; род. 19 февраля 1970, Нью-Йорк) — американский писатель и сценарист.

## Биография
Троппер изучал литературу в Нью-Йоркском университете. Проживает с женой и тремя детьми в Уэстчестере в штате Нью-Йорк. Занимается писательской деятельностью и преподаёт в университете. Опубликовал шесть романов. В 2014 году работал над сценарием для экранизации своего романа 2009 года «Дальше живите сами».
Вместе с Дэвидом Шиклером является автором телевизионного сериала «Банши» на канале Cinemax.

## Сочинения
- 2000 — План Б / Plan B (ISBN 978-0312272760)
- 2004 — Книга Джо / The Book of Joe (ISBN 978-0385338103)
- 2005 — Всё к лучшему / Everything Changes (ISBN 978-0385337427)
- 2007 — Как общаться со вдовцом / How to Talk to a Widower (ISBN 978-0385338912)
- 2009 — Дальше живите сами / This Is Where I Leave You (ISBN 978-0525951278)
- 2012 — На прощанье я скажу / One Last Thing Before I Go (ISBN 978-0525952367)